# Алеманнский диалект

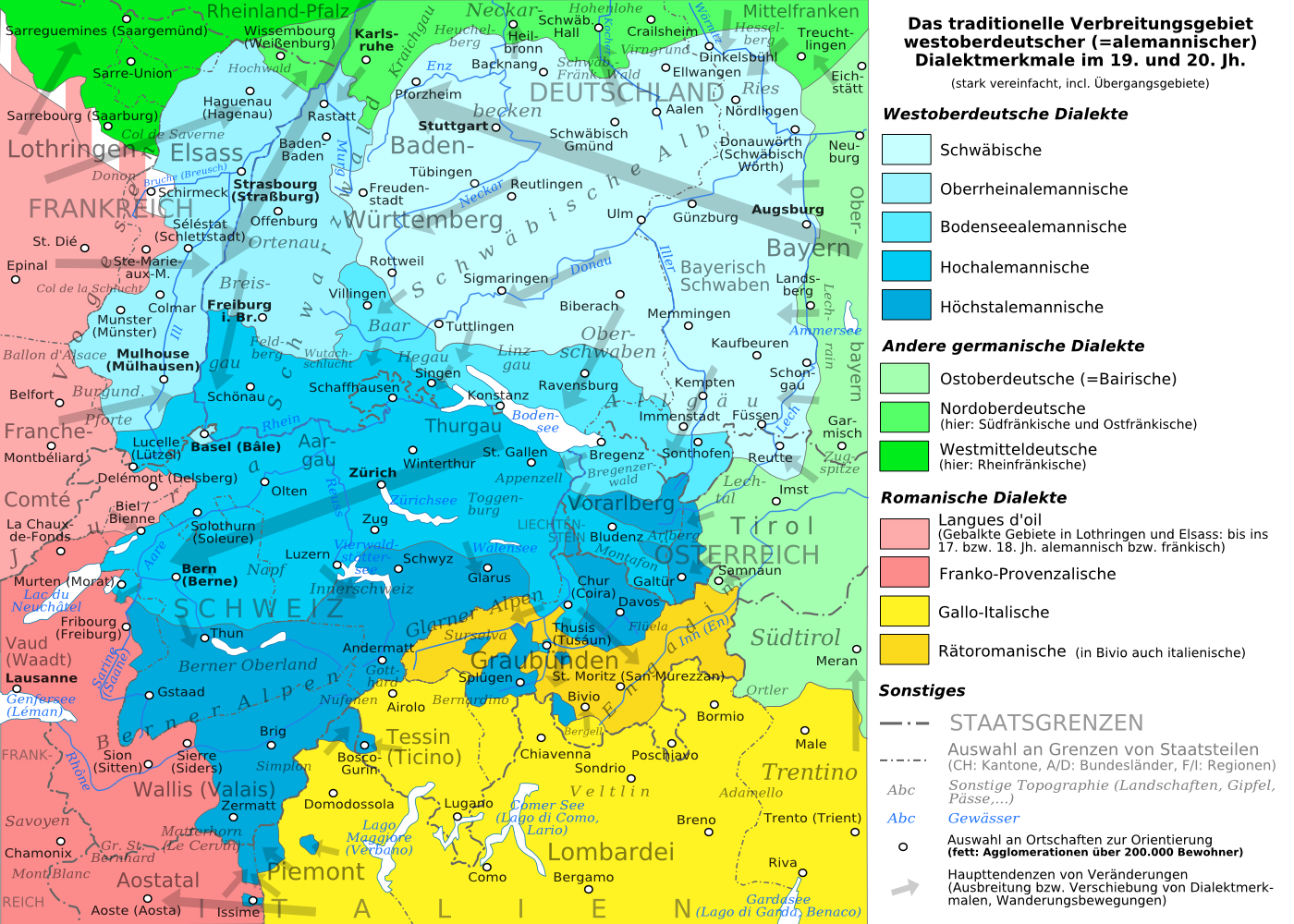
Алеманнские диалекты (сине-голубые цвета) и современные государства Европы

Алема́ннский диале́кт (западноюжнонемецкое (швабское) наречие) немецкого языка относится к южнонемецким диалектам верхненемецкого кластера. 
Алеманнский диалект (язык) распространён на юге Германии (Баден-Вюртемберг, юго-запад Баварии), на крайнем западе Австрии (Форарльберг), в Швейцарии, Лихтенштейне, на востоке Франции (в Эльзасе), а также в некоторых районах Северной Италии.
В настоящее время диалект сдаёт свои позиции в Германии, уступая литературному немецкому, и во Франции, уступая французскому. Этот процесс обусловлен широким распространением литературных норм через СМИ, образование, армию и средства связи. Это позволяет другим диалектам, например, берлинскому, частично проникать в речь немцев юго-западной части страны. В Швейцарии, напротив, происходит усиление позиций алеманнского диалекта: на форумах и в SMS-сообщениях швейцарская молодёжь пишет, в основном, на диалекте, всё больше передач на телевидении и на радио выходит на алеманнском. Образования нового языка не происходит только потому, что диалект, в свою очередь, подразделяется на поддиалекты, носители которых с трудом понимают друг друга (алеманнский диалект кантона Валлис отличается больше всех от других), и нет единого диалекта, на основе которого можно было бы создать литературную норму. Поэтому устным языком в немецкоязычной части Швейцарии остаётся алеманнский в его швейцарском варианте, а письменным — литературный немецкий (Hochdeutsch).
Название производно от древнегерманского племени алеманнов, диалект которых лёг в основу алеманнского наречия. Старейшей записью диалекта являются надписи на фибулах VI века. Первые объёмные тексты записаны в VIII веке в аббатстве Санкт-Галлен. В XIV веке Швейцария вела свои хроники на алеманнском диалекте. В 1520 году на алеманнский диалект швейцарским религиозным реформатором Ульрихом Цвингли была переведена Библия. С XVII века начинается вытеснение алеманнских диалектов немецким литературным языком. Именно по этой причине до сих пор не существует единой орфографии для всех алеманнских диалектов. В 1803 году Иоганн Петер Хебель написал «Алеманнские стихи» (Alemannische Gedichte) на этом диалекте. Швейцарские писатели (например, Иеремия Готтхельф, Тим Крон) часто намеренно используют заимствования из этого диалекта, называемые гельвецизмами, в своих произведениях на немецком языке. Защитой и популяризацией алеманнского диалекта занимается общество «Мюттершпрох-Гзельшафт» («Общество родного языка»).

## Диалекты
- Швабский диалект (Schwäbisch) — Баден-Вюртемберг и Баварская Швабия
- Нижнеалеманнский диалект (Niederalemannisch)
  - Верхнерейнско-алеманнский диалект (Oberrheinalemannisch) — юго-запад Баден-Вюртемберга (Германия) и Эльзас (Франция)
    - Баденский диалект — юго-запад Баден-Вюртемберга (Германия)
    - Базельский диалект — район Базеля, кантон Базель (Швейцария)
    - Эльзасский диалект (Elsässisch) — Эльзас (Франция)

  - Среднеалеманнский диалект (бодензе-алеманнский, Bodenseealemannisch, Seealemannisch, Mittelalemannisch) — юг Баден-Вюртемберга (Германия) и северо-запад Форарльберга (Австрия)
    - Альгойский диалект (Allgäuerisch)
    - Баар-алеманнский диалект (Baar-Alemannisch)
    - Южновюртембергский диалект (Süd-Württembergisch)
    - Форарльбергский северный диалект (Vorarlbergerisch)

  - Товарский диалект (Alemán Coloniero) — с 1843 в Венесуэле (Колония Товар)
- Верхнеалеманнский диалект (Hochalemannisch, Schweizerisch) — север Швейцарии, Лихтенштейн, Австрия (Форарльберг), Франция (Сунго в Эльзасе)
  - Восточноверхнеалеманнские диалекты (цюрихский, граубюнденский, лихтенштейнский, форарльбергский южный и др.)
  - Переходно-верхнеалеманские диалекты (аргауский, люцернский)
  - Западноверхнеалеманнские диалекты (базельландский, бернский, золотурнский и др.)
  - Сунгауский диалект
- Горноалеманнский диалект (высокоалеманнский) (Höchstalemannisch) — средняя и южная части Швейцарии, юг Лихтенштейна, Австрия (Форарльберг и Тироль), Италия (Валле-д’Аоста, Пьемонт)
  - Валлисский (вальзерский) диалект — восток кантона Валлис (Швейцария), восток Валле-д’Аоста и крайний север Пьемонта (Италия), частично Форарльберг и северо-западный Тироль (Австрия)
  - Верхнебернский диалект
  - Цугский диалект
  - Гларусский диалект
  - Швицский диалект
  - Ури-вальденский диалект
  - Зенслерский диалект